# (29404) Hikarusato
(29404) Hikarusato (1996 TS14) – planetoida z pasa głównego asteroid okrążająca Słońce w ciągu 4,87 lat w średniej odległości 2,87 j.a. Odkryta 9 października 1996 roku.